# Сьерра-Анча

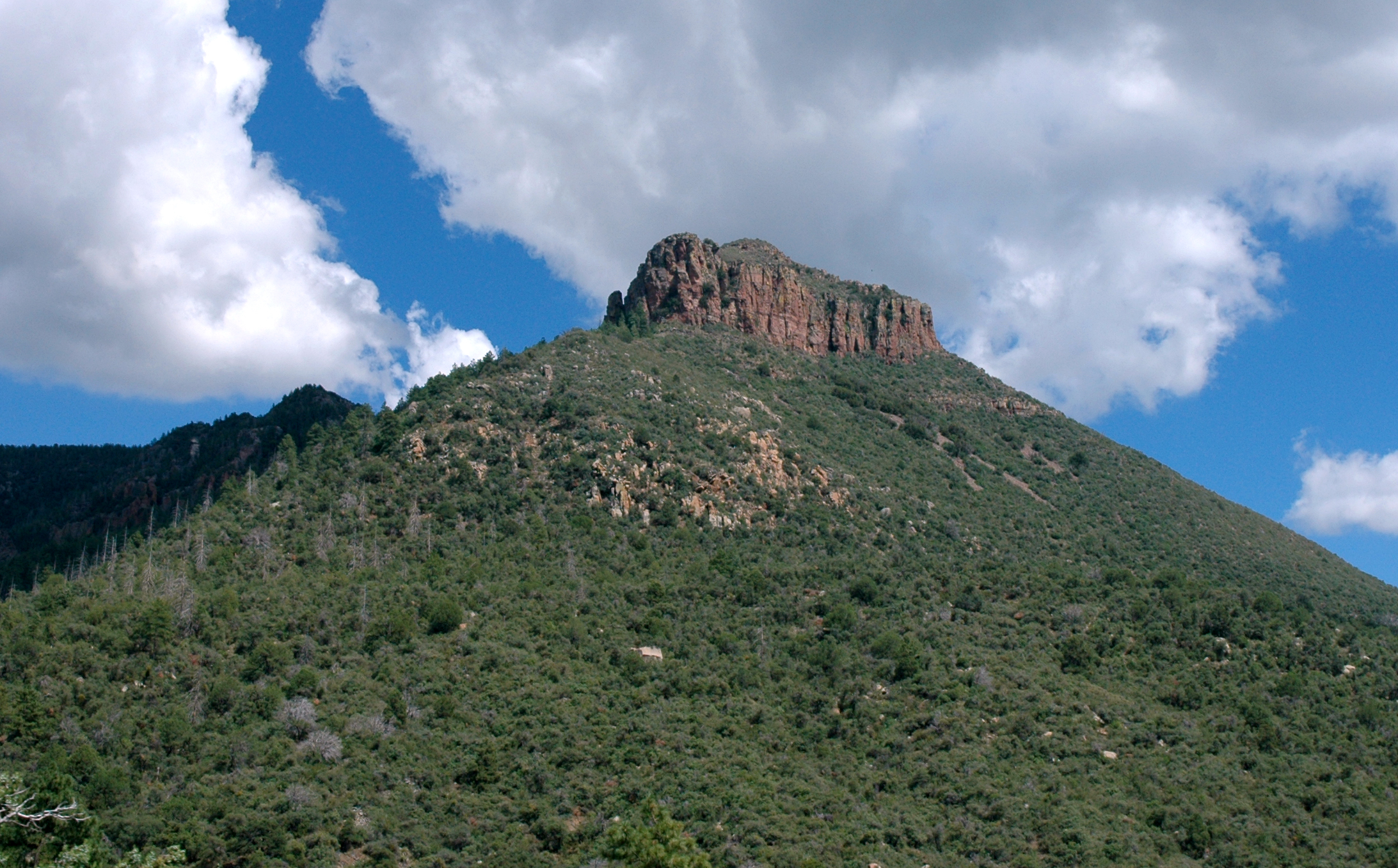
Пик Грэнтхам

Сьерра-Анча (англ. Sierra Ancha) — горный хребет в округе Гила, в центральной части штата Аризона, США. Расположен между водохранилищем Рузвельт (на юге) и долиной Плизант (на севере). Сьерра-Анча наряду с хребтами Брадшоу, Мингус, Блэк-Хиллс и Мазацал формирует переходную зону между низменной пустыней на юге Аризоны и плато Колорадо на северо-востоке. Высшая точка хребта — гора Ацтек, высота которой составляет 2345 м (8000 фт).
Хребет прорезают несколько глубоких каньонов. Через Сьерра-Анча проходит несколько дорог; наиболее значительные населённые пункты в районе хребта — Рузвельт, Тонто-Басин, Панкин-Сентер и Юнг. Хребет полностью находится на территории национального леса Тонто. Ранее в районе Сьерра-Анча велась добыча асбеста, которая была прекращена в результате повсеместного запрета на использование этого материала. Основными водотоками региона являются Уоркман-Крик и Салом-Крик. Южные предгорья (высоты 650—1000 м) характеризуются типичными растительными сообществами пустыни Сонора с карнегией, ларреей трёхзубчатой, церцидиумом цветущим и др. Выше (1200—1800 м), на склонах преобладают заросли дуба и можжевельника. Выше отметки в 1829 м произрастает главным образом жёлтая сосна, а также псевдотсуга — на наиболее высоких склонах. Кроме того, в Сьерра-Анча есть отдельные популяции щи
В районе Сьерра-Анча были сделаны многочисленные археологические находки — главным образом скальные жилища в труднодоступных районах к востоку от Черри-Крик. Точно не известно, каким из коренных народов принадлежали эти строения, однако они обладают особенностями, присущими как культуре Саладо, так и культуре Могольон. Определение возраста древесины, использованной при строительстве крыш, дендрохронологическим методом позволяет судить о том, что строительство этих жилищ началось около 1280-х годов н. э.; покинуты они были около 1350 г. н. э.
Сьерра-Анча является родиной печально известной войны Грэхэмов и Тьюксберисов, которая проходила в 1882-1892 годах. Война в Плезант-Вэлли имела самое большое количество жертв среди подобных конфликтов в истории Соединенных Штатов: по разным оценкам, погибло от 35 до 50 человек. 